# Petr Brauner
Petr Brauner (* 29. listopad 1936 Zlín) je český architekt. Nejvíce jeho staveb se nachází v Olomouci.

## Životopis
Petr Brauner se narodil ve Zlíně v rodině prof. Jiřího Braunera, jako starší z jeho dvou dětí (má ještě sestru Pavlínu - rovněž architektku). Studoval v Brně na Fakultě architektury Vysokého učení technického, od roku 1962 působí v Olomouci. Zde si v roce 1991 založil vlastní architektonické studio „B&B Studio“ spolu se svou manželkou, architektkou Jarmilou Braunerovou. Od šedesátých let 20. století do současnosti jsou podle jeho návrhů v Olomouci realizovány významné stavby, které změnily tvář města. Pravděpodobně první jeho realizací v Olomouci byla spolupráce na projektu souboru obytných domů na třídě Kosmonautů architekta Víta Adamce v letech 1961-1966.

## Realizace v Olomouci (výběr)
- 1965 - 1966: Pavilon A ve Smetanových sadech[1]
- 1968 - 1973: Věžový obytný dům s vodojemem na ulici I. P. Pavlova 62
- 1970 - 1973: Dům pečovatelské služby s restaurací Avion na třídě Míru (výtvarná spolupráce Rudolf Doležal)
- 1992 - 1994: Hotel Gemo na třídě Svobody
- 1996 - 1998: Rekonstrukce a dostavba teplárny na Tovární ulici
- 1999: Dům s pečovatelskou službou na Peškově ulici
- 1999?: Soubor domů na Lazecké ulici (zdravotní pojišťovna, finanční úřad, obytné domy)
- 2007 - ?:Modernizace výstaviště Flora Olomouc na Wolkerově ulici

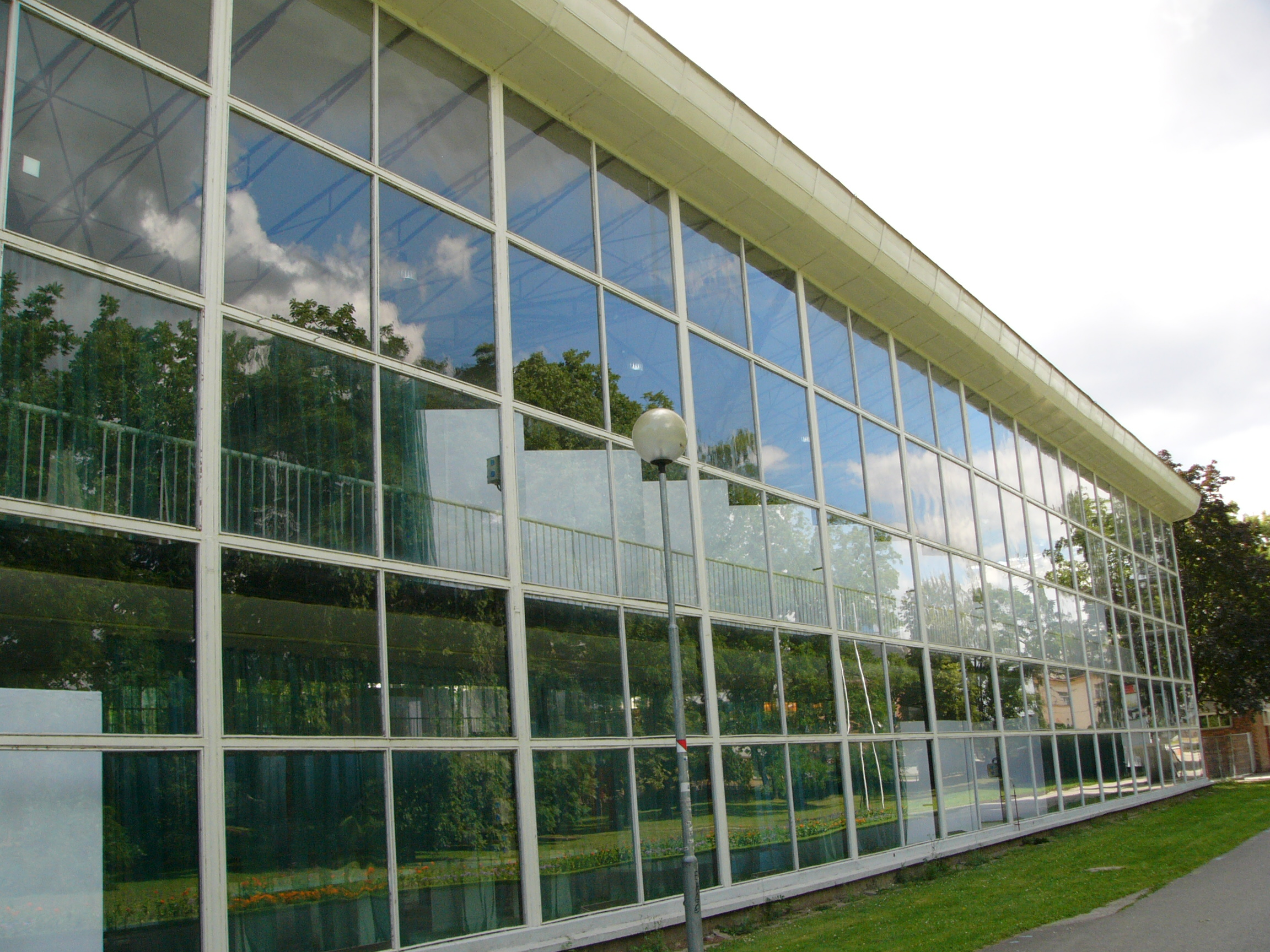
Pavilon A v roce 2008
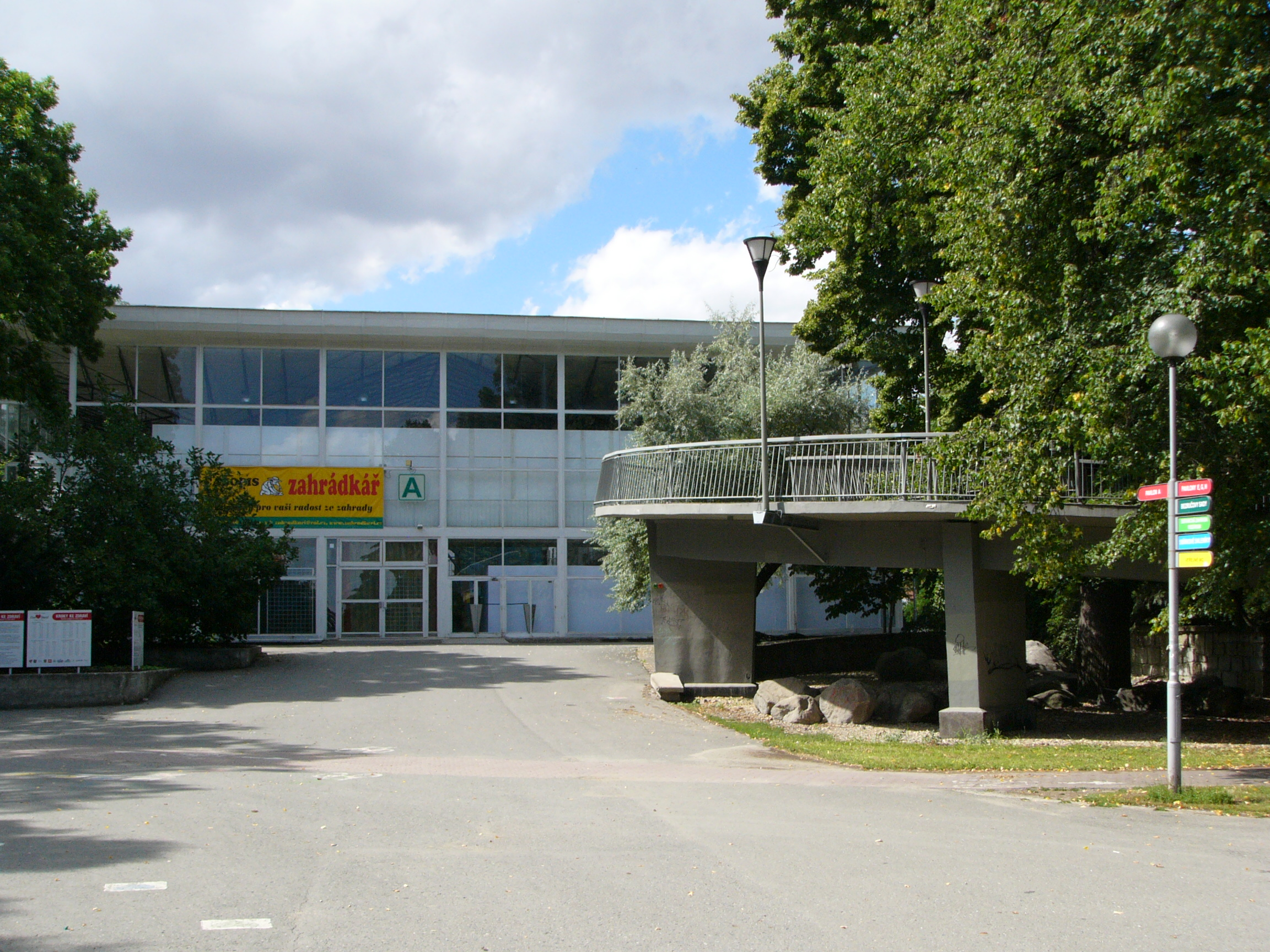
Pavilon A v roce 2008
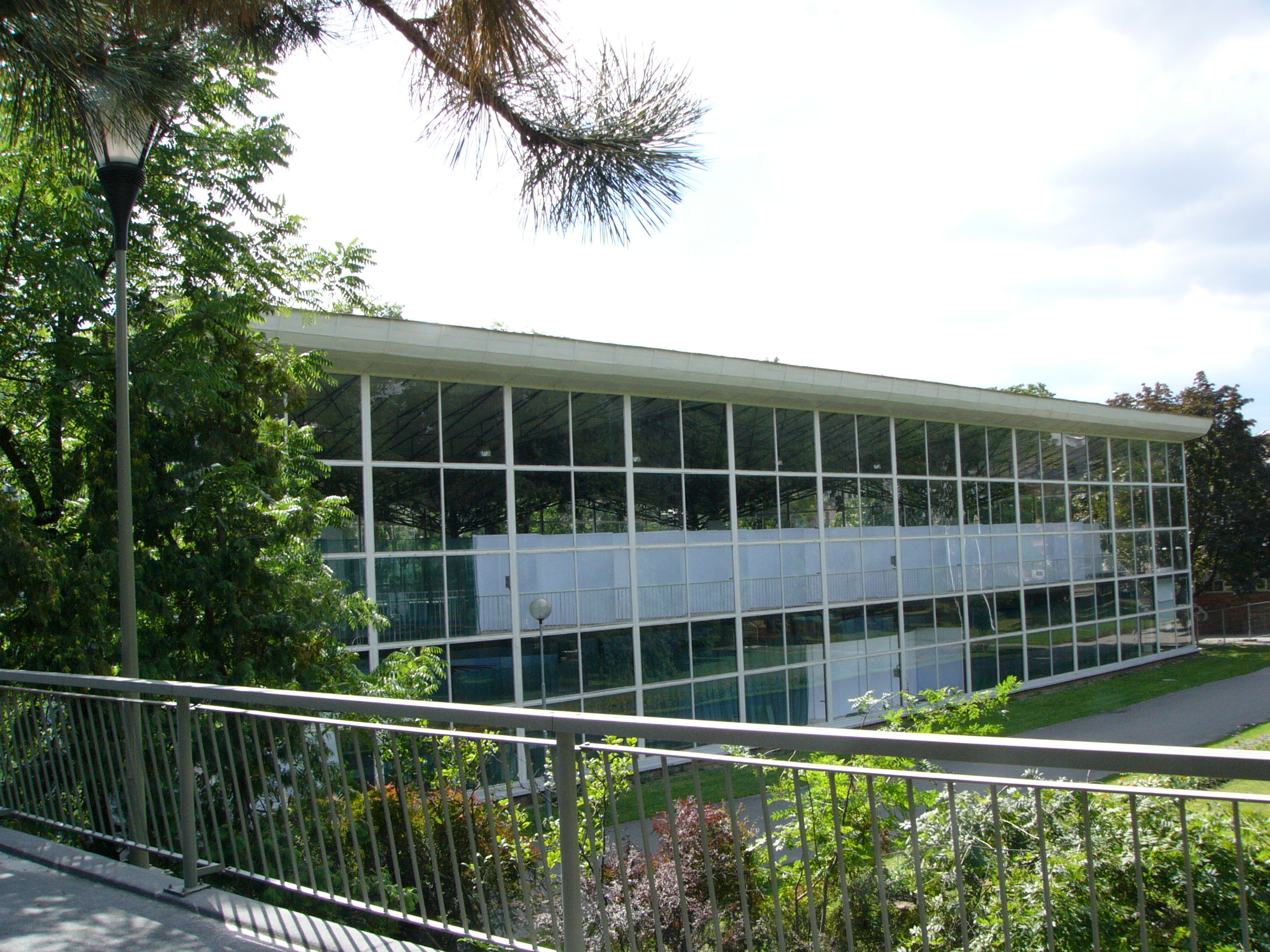
Pavilon A v roce 2008